# La Plana de Mont-ros
La Plana de Mont-ros és una antiga caseria esdevinguda poble amb el pas del temps, del municipi de la Torre de Cabdella, al Pallars Jussà; pertanyia a l'antic municipi de Mont-ros abans del 1970.

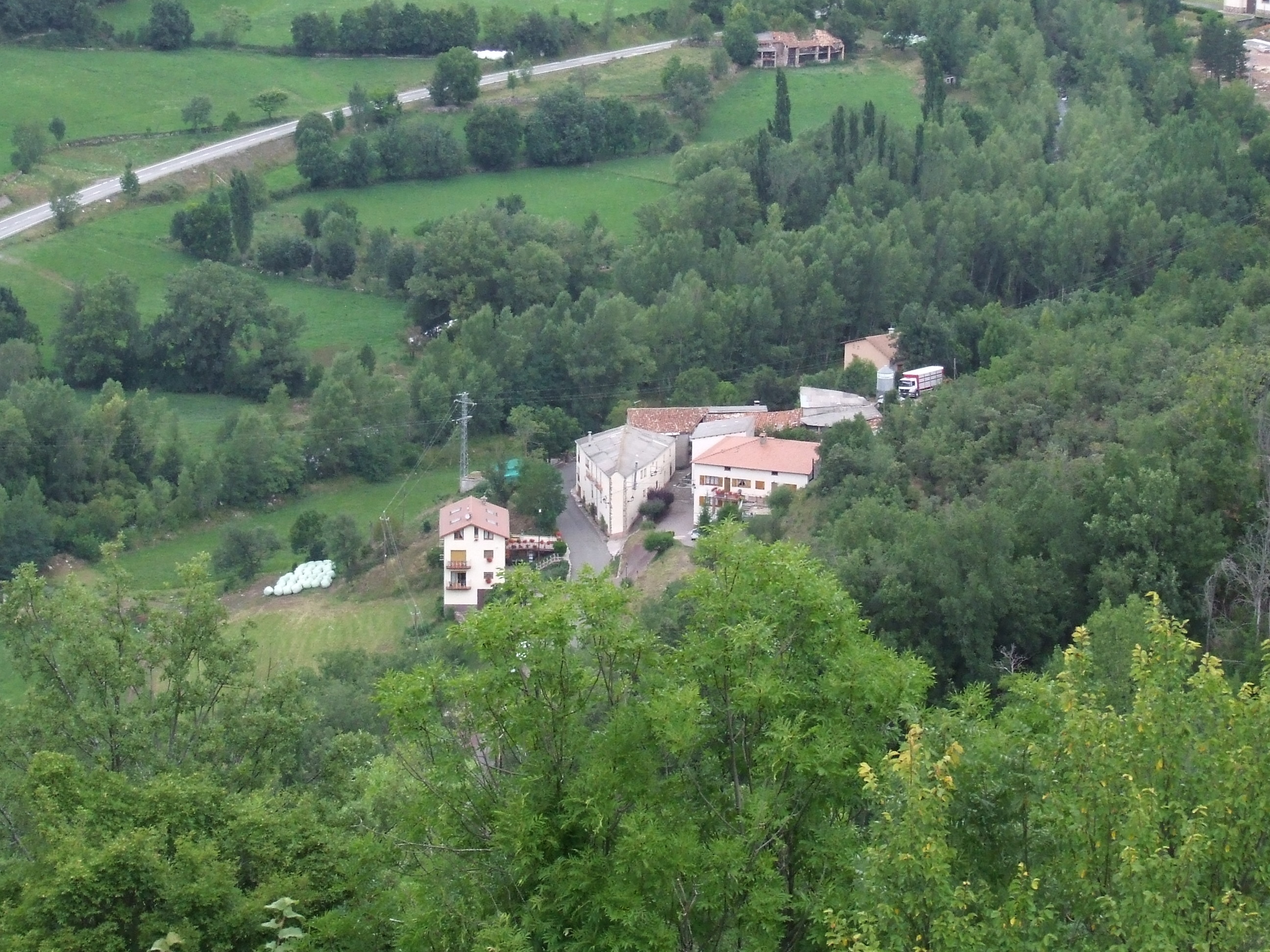
Nucli de Casa Entema

El poble està situat a la part central del municipi, a l'esquerra del Flamisell, just al costat nord-est de l'afluència en aquest riu del barranc de Gramenet. És al punt quilomètric 7,7 de la carretera L-503z, carretera que és el traçant antic -abans de l'existència de la variant que evita el pas de la carretera principal pel nucli urbà, de la carretera L-503 (Senterada - Cabdella). La Plana de Mont-ros és 5,5 km al sud de la Torre de Cabdella, i a 2,8 km. en línia recta amb el seu antic cap de municipi, el poble de Mont-ros, amb el qual es comunica a través de la carretera esmentada i per pistes rurals asfaltades.
El poble de la Plana de Mont-ros està dividit en dos barris; més al sud, Casa Entema, amb mitja dotzena de cases al voltant, i més al nord, el nucli principal, amb el santuari, la central elèctrica i la major part de cases del poble.
Encara, al nord-oest hi ha la Mola del Castell, antic molí i actual explotació ramadera.
L'església del poble és el santuari de la Mare de Déu de la Plana, que antigament havia depès de Beranui.

## Etimologia
La Plana de Mont-ros és un topònim compost que pràcticament es defineix per ell mateix. A partir del poble de Mont-ros (la muntanya rogenca) es va generar un nou nucli de població a la plana, vora el Flamisell, que en un primer moment devia ser senzillament un barri del poble originari.

## Història

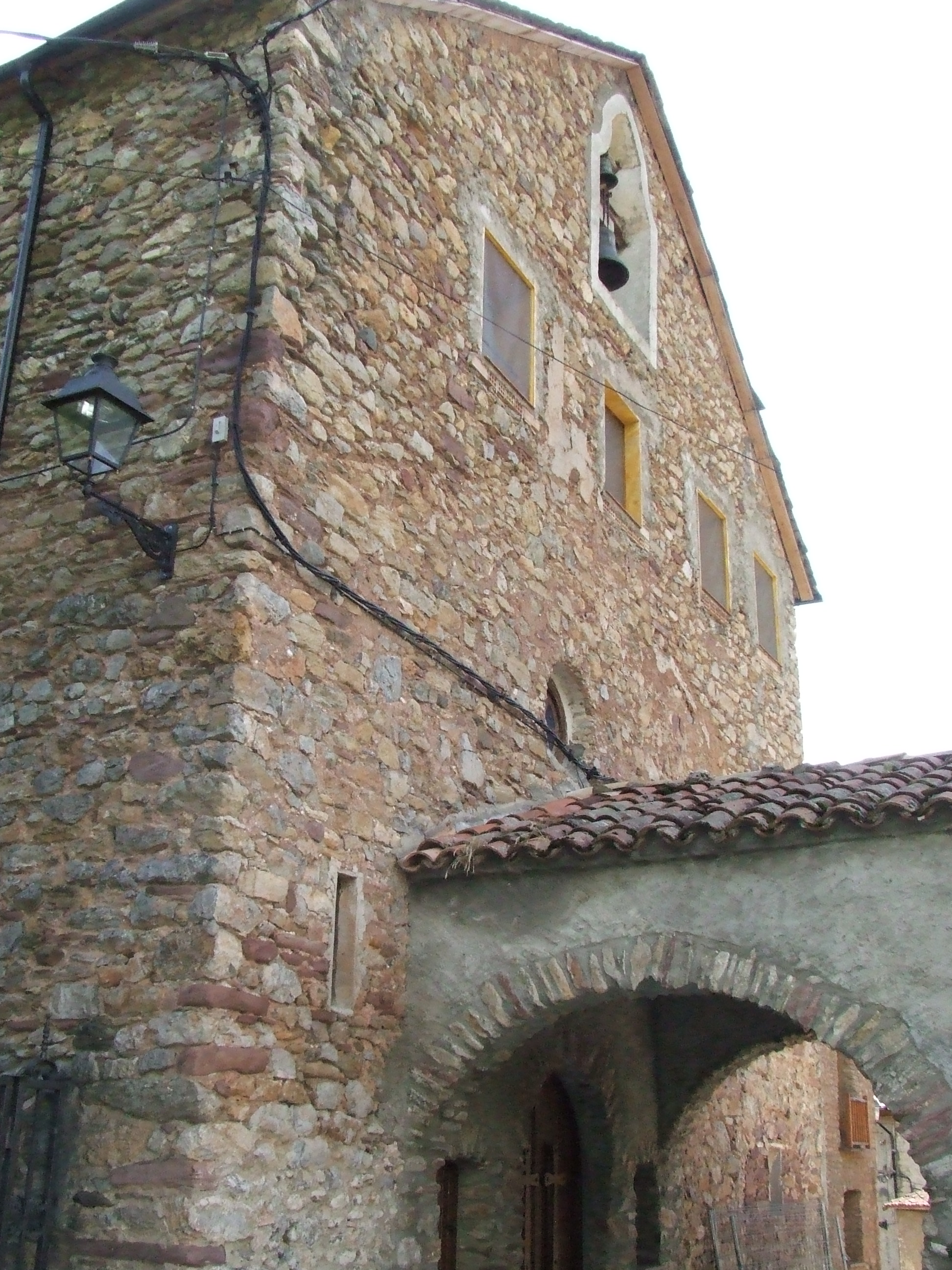
El santuari de la Mare de Déu de la Plana

El poble de la Plana de Mont-ros és un dels pobles més nous de la vall, i fins i tot de la comarca. El seu gran desenvolupament, a partir d'una petita caseria inicial, fou a causa de la construcció de la central elèctrica que hi ha en aquest indret.
Segons Ceferí Rocafort (op. cit.), el santuari de la Mare de Déu de la Plana, o Desplà, és una de les 12 cases o albergs escampats pel terme de Mont-ros. Al santuari hi havia, en aquell moment, establerta l'escola del municipi.

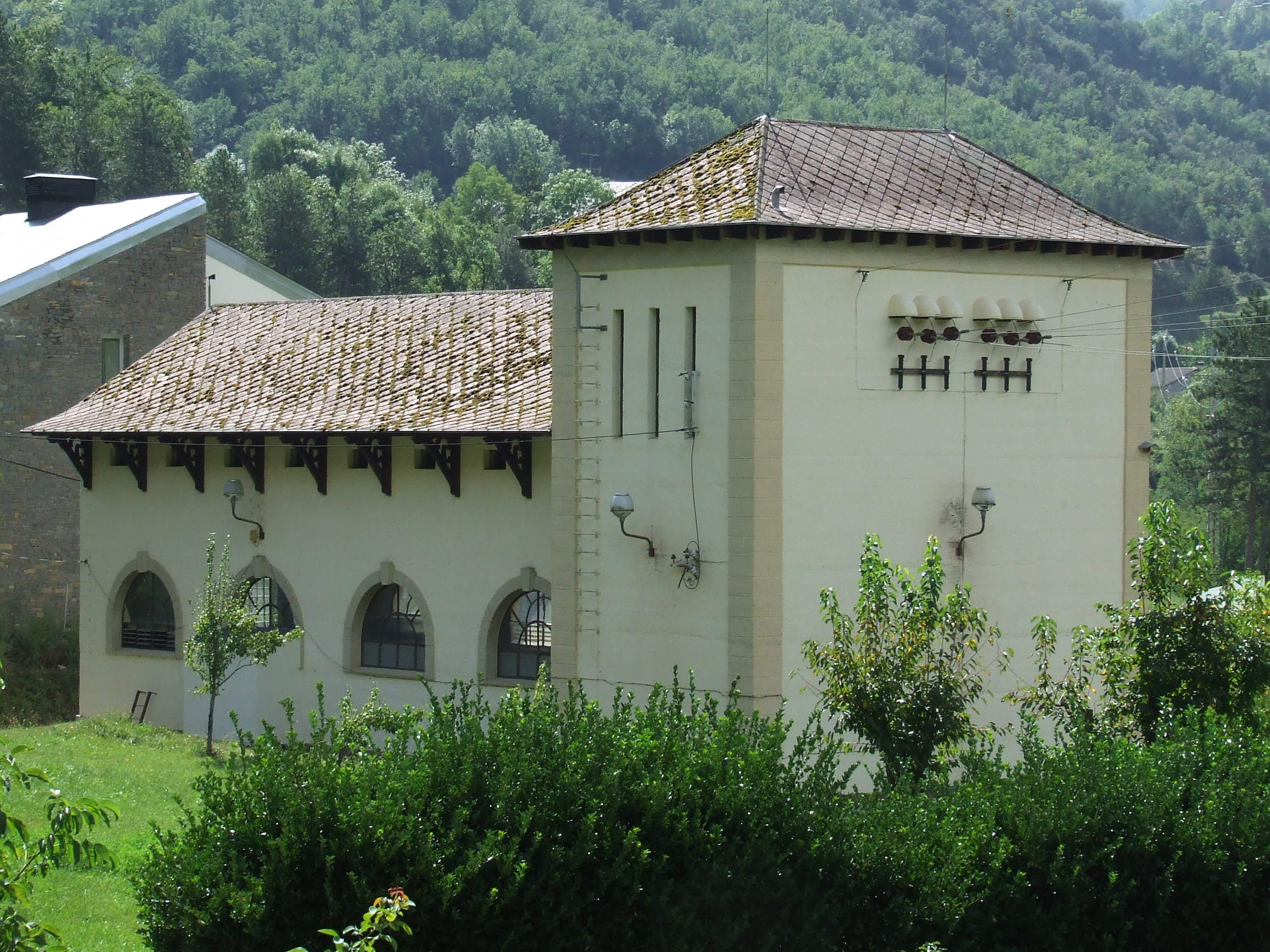
La Central Elèctrica de la Plana de Mont-ros

Iniciada el 1932, al voltant del santuari de la Mare de Déu de la Plana s'anà formant un nucli de població format bàsicament pels treballadors de la construcció de la central. Amb l'inici de la Guerra Civil, el 1936 els tècnics estrangers abandonaren el lloc, però la central fou engegada, de forma manual, el 1937, i ja definitivament, de forma automàtica, el 1941.
En el segle xx, el nombre d'habitants de la Plana de Mont-ros apareix bastant equilibrat: 69 el 1970, 62 el 1981, 50 el 1994, 63 el 2005, i 69 el 2019. És dels pobles que, per la seva situació a la plana i ben comunicada, no ha perdut població en els darrers anys.

## Central elèctrica de la Plana de Mont-ros
La central hidroelèctrica de la Plana de Mont-ros en l'actualitat té una potència instal·lada de 5.000 kW i una producció mitjana de 25 milions de kWh.

## Activitat econòmica
En el sector industrial, a part de la producció d'energia elèctrica, ja esmentada, cal parlar d'una petita mina de carbó propera al poble, explotada abans del 1939, i d'unes prospeccions a la recerca d'urani que es feren a la dècada dels noranta, del segle xx.

## Festes i tradicions
Tot i que és una tradició de nova planta, la Plana de Mont-ros té el seu espai en el Romanço de la Vall Fosca, de Jaume Arnella, després del fragment dedicat a la Pobleta de Bellveí:
| «                                         | Hi ha la Plana de Mont-ros remuntant el Flamisell i, amagats a banda i banda, Beranui, Antist i Castell. | » |
| — Jaume Arnella, Romanço de la Vall Fosca | |   |

I el Romanço... continua a Molinos (la Torre de Cabdella).